# Piece by Piece Remixed
Piece by Piece Remixed es el primer álbum de remixes de la cantante estadounidense Kelly Clarkson, lanzado por RCA Records el 4 de marzo de 2016. Contiene varios remixes y regrabaciones de selecciones de su séptimo álbum de estudio Piece by Piece (2015), incluidos dos sencillos exitosos de Billboard Dance Club Songs ("Heartbeat Song" e "Invincible"), la "versión Idol" de la canción principal, "Piece by Piece", y una grabación en vivo de "Tightrope". en el Piece by Piece Tour. Lanzado exclusivamente en plataformas de descarga digital y transmisión de música, se convirtió en su primera entrada en la lista Billboard Dance/Electronic Albums en el número uno con ventas digitales de 2000 copias.

## Antecedentes y lanzamiento
En una entrevista de 2015 con Time, Clarkson reveló que había encargado remixes de club de las pistas de su séptimo álbum de estudio Piece by Piece (2015) como parte de su discusión sobre incursionar en diferentes géneros, incluido un posible álbum de música dance. Algunas de estas pistas incluyen "Heartbeat Song", "Take You High" y "Dance with Me", con la intención de lanzarlas a clubes de música en el futuro. Luego de una respuesta exitosa de su interpretación de la canción principal, "Piece by Piece", en la última temporada de la serie de competencia de televisión American Idol el 25 de febrero de 2016, Clarkson inmediatamente grabó una versión de estudio de su actuación y la subnombró como "Idol Version", que se lanzó el 29 de febrero de 2016. Ese mismo día, RCA Records anunció el lanzamiento de Piece by Piece Remixed el 4 de marzo de 2016, en honor al aniversario del lanzamiento del álbum de estudio en los Estados Unidos. Con selecciones de pistas remezcladas de Piece by Piece, el álbum de remixes termina con la "Idol Version" de la canción principal y una grabación en vivo de "Tightrope" en el Piece by Piece Tour como canciones de apertura y cierre. También contiene dos sencillos exitosos de Billboard Dance Club Songs: "Heartbeat Song:", que alcanzó el puesto número uno; e "Invincible", que alcanzó el puesto número dos.

## Recepción comercial
Piece by Piece Remixed hizo su aparición debut en la lista en la parte superior de la lista Dance/Electronic Albums de Billboard de Estados Unidos en su edición del 26 de marzo de 2016, marcando la primera entrada de Clarkson en la lista. Debutando con 2000 copias de ventas de álbumes digitales. Piece by Piece Remixed también fue el primer álbum de remixes que debutó en la cima de la lista de álbumes dance/electrónicos dos años después de que The White Album de Hillsong United entrara en la cima en marzo de 2014.

## Lista de canciones
| N.º | Título                                                       | Productor(es)/Remezclador(es)                           | Duración |  |
| 1.  | «Piece by Piece» (Idol version)                              | Kurstin Jason Halbert                                   | 3:32     |  |
| 2.  | «Heartbeat Song» (Lenno Remix)                               | Lenno Linjama                                           | 3:17     |  |
| 3.  | «Invincible» (Vicetone Remix)                                | Vicetone                                                | 3:24     |  |
| 4.  | «Someone» (Frank Pole Remix)                                 | Frank Pole                                              | 3:27     |  |
| 5.  | «Take You High» (Rytmeklubben by Henrik The Artist & Torjus) | Rytmeklubben (Henrik The Artist & Torjus)               | 4:07     |  |
| 6.  | «Let Your Tears Fall» (Cutmore Remix)                        | Cutmore                                                 | 3:51     |  |
| 7.  | «Dance with Me» (Young Bombs Remix)                          | Young Bombs (Martin Kottmeier y Tristan Norton)         | 4:12     |  |
| 8.  | «Nostalgic» (Mighty Mike & Teesa aka Kolaj Remix)            | Kolaj (Mighty Mike & Teesa)                             | 3:14     |  |
| 9.  | «Second Wind» (Cheat Codes Remix)                            | Cheat Codes (Matthew Russell, Trevor Dahl & Kevin Ford) | 3:38     |  |
| 10. | «Tightrope» (Tour Version)                                   | Halbert                                                 | 3:55     |  |

## Posicionamiento en listas
| Lista (2016)                             | Posición |
| ---------------------------------------- | -------- |
| Estados Unidos (Dance/Electronic Albums) | 1        |